# クリス・ワトソン
ジョン・クリスチャン・ワトソン（John Christian Watson, 1867年4月9日 - 1941年11月18日）、通称クリス・ワトソン（Chris Watson）は、オーストラリアの政治家で第3代首相。彼はオーストラリア労働党から選ばれた初の首相であり、世界で初めて労働党（社会民主主義政党）から選ばれた首相でもあった。

## 生まれ
クリス・ワトソンは自らの父をイギリスの船員であるジョージ・ワトソンだと述べていたが、記録によればワトソンの父はチリ国籍のドイツ人移民ヨハン・クリスティアン・タンク（Johan Cristian Tanck）であり、妻のニュージーランド人女性のマーサ・ミンチン（Martha Minchin）とニュージーランドで結婚しチリへ向かい、バルパライソでクリスが生まれている。両親が離婚した後、母親は1869年にジョージ・ワトソンと再婚し、クリスは新しい父の姓を名乗った。これはクリス・ワトソンの死後まで明らかにされなかったが、ワトソンはオーストラリア生まれでもイギリス生まれでもない現在（2025年）のところ唯一のオーストラリア首相経験者ということになる。

## 労働運動
ワトソンはニュージーランドのオアマルで学校に通い13歳で印刷工となった。1886年によりよい機会を求めオーストラリアのシドニーに移ったワトソンは新聞社の植字工として働いた。新聞や本の近くで働くことによりワトソンは政治への関心を深めてゆく。
ワトソンは労働組合の活動家となり、1891年にニューサウスウェールズ州労働党の結党に参加し、1892年には25歳でシドニー労働組合（Trades & Labor Council of Sydney）の副委員長となった。1892年7月、労働党と労働組合の対立を調停したワトソンは労働組合の委員長になり、続く数年間は議会に議員を出すための労働党の基礎作りに奔走し、党員間の論争をまとめていった。1894年にワトソンは州立法議会に当選し、当時は労働党は自由貿易党（Free Trade Party）を支える代わりに自由貿易党から譲歩を引き出していたため、ワトソンたちはジョージ・リード州首相に投票した。1898年の州選挙後もワトソンたちはリード政権を支えたため、リードはオーストラリアの連邦政府の確立をすすめることが出来た。
1901年3月の第一回連邦総選挙で労働党から立候補して議員となり、1901年5月8日の党員集会で、翌日の第一回連邦議会開会時の労働党の議員代表となることが決まった。ワトソンは保護主義者党（Protectionist Party）および自由貿易党に次ぐ勢力の労働党のリーダーとして活躍し、保護主義者党と連立を組んでエドモンド・バートン政権とアルフレッド・ディーキン政権を支えた。

## 首相就任とその後
1903年12月の第二回連邦総選挙でワトソン率いる労働党は前回の2倍の票を獲得し三大政党の勢力は拮抗した。翌1904年4月に、産業・労働政策にかかわる調停仲裁法案（Conciliation and Arbitration Bill）の対象に公務員を含めるかどうかでワトソンは首相のディーキンと決裂しディーキンは首相を辞任した。対立政党の自由貿易党の党首ジョージ・リードが首相就任を辞退すると、ワトソンは労働党からの初の首相に就任した。37歳という若さは、現在（2008年）でもオーストリア史上最年少の首相である。自由貿易党にわずかに及ばない第二党の労働党政権はワトソンの下で慎重に運営され、財政法案（money bill、supply bills、予算・収支に係わる法案）5つを含む6法案を成立させ、さらに調停仲裁法案を推進したが否決された。彼は解散総選挙を総督に拒否され8月に首相を辞任した。
彼の首相在任は1904年4月27日から1904年8月18日までのわずか3ヶ月あまりであったが、ワトソン率いる労働党は保護主義者党政権を支持する代わりに労働党の政策を政権に実行させるという譲歩を飲ませた。
ワトソンは1907年に議員を辞めたがその後も労働党のために働いた。しかし第一次世界大戦時に徴兵を巡り労働党が分裂すると、彼は自ら育てた労働党を去ってビリー・ヒューズが結成した戦争遂行を支持する国民労働党に合流し、1922年の国民党（Nationalist Party）にも参加したが後に袂をわかち、政界を離れ実業家となった。
キャンベラ（ACT）の郊外の地名ワトソン、およびシドニー郊外の選挙区名（ワトソン選挙区）は彼に因んで名が付けられている。